# Petersdorf II
Petersdorf II war bis Ende 2014 eine Gemeinde mit 900 Einwohnern (Stand 1. Jänner 2024) und lag im Bezirk Südoststeiermark. Im Rahmen der Gemeindestrukturreform in der Steiermark ist sie seit 2015 mit den (im Bezirk Graz-Umgebung liegenden) Gemeinden Sankt Marein bei Graz und Krumegg zusammengeschlossen, die neue Gemeinde führt den Namen Marktgemeinde Sankt Marein bei Graz.
Grundlage dafür ist das Steiermärkische Gemeindestrukturreformgesetz – StGsrG.
Eine Beschwerde, die von der Gemeinde gegen die Zusammenlegung beim Verfassungsgerichtshof eingebracht wurde, war nicht erfolgreich.
Die Grenzen der Bezirke Graz-Umgebung und Südoststeiermark wurden so geändert, dass die neue Gemeinde vollständig im Bezirk Graz-Umgebung liegt.
Ebenso wurden mit Wirkung ab 1. Jänner 2015 die Gerichtsbezirke aufgrund der Veränderungen im Rahmen der Gemeindestrukturreform in der Steiermark in der „Bezirksgerichte-Verordnung Steiermark 2015“ neu definiert.
Daher liegt das Gemeindegebiet ab 2015 im Gerichtsbezirk Graz-Ost. Die Freiwillige Feuerwehr Petersdorf II gehört aber weiterhin zum Bereichsfeuerwehrverband Feldbach.

## Name
Da es im selben Bezirk (Feldbach, später Südoststeiermark) noch ein Petersdorf gab (in der Gemeinde Fehring), wurden diese gleichnamigen Gemeinden, die beide keinen Zusatz hatten, nummeriert, um Eindeutigkeit im Grundbuch zu haben. Eine ähnliche Vorgangsweise findet sich auch bei den Katastralgemeinden Lödersdorf und Takern, die aber jeweils in derselben Gemeinde liegen.

## Geografie

### Geografische Lage
Petersdorf II liegt ca. 22 km östlich von Graz und ca. 15 km westlich von Feldbach im Oststeirischen Hügelland.

### Nachbargemeinden bis 2014
| Krumegg     | Krumegg                                     | Sankt Marein bei Graz |
| Edelstauden | Kompassrose, die auf Nachbargemeinden zeigt | Oberdorf am Hochegg   |
|             | Zerlach                                     |                       |

## Politik
Im Zuge der Gemeindestrukturreform der Steiermark 2010–2015 wurde am 21. Jänner 2013 von Landeshauptmann Franz Voves (SPÖ) und Landeshauptmann-Stellvertreter Hermann Schützenhöfer (ÖVP) eine Fusion der Gemeinde Petersdorf II mit der Nachbargemeinde St. Marein/Graz sowie ein damit verbundener Bezirkswechsel angekündigt. In den darauffolgenden Pickelbacher Verhandlungen zwischen Vertretern der Landesregierung und der beiden Gemeinden wurde die Rücknahme der Fusionsankündigung sowie ein Maßnahmenpaket zur finanziellen Rettung der Gemeinde St. Marein/Graz beschlossen. Dieses Maßnahmenpaket umfasst unter anderem die Auslagerung der Finanzhoheit an die Nachbargemeinde Petersdorf II.

### Gemeinderat
Der Gemeinderat bestand bis Ende 2014 aus neun Mitgliedern und setzte sich seit der Gemeinderatswahl 2010 aus Mandaten der folgenden Parteien zusammen:
- 7 ÖVP – stellte den Bürgermeister und den Vizebürgermeister
- 2 SPÖ – stellte den Kassier

### Wappen
Wappenbeschreibung:
„In blauem mit zehn gestürzten silbernen Weinblättern bestreuten Schild ein silberner gekrönter herschauender Löwe, in den Vorderpranken einen zweibärtigen silbernen Schlüssel haltend.“
Die Verleihung des Gemeindewappens erfolgte mit Wirkung vom 1. Oktober 2000.